# David Earl
David Earl (født 5. oktober 1951 i Stellenbosch, Sydafrika) er en sydafrikansk komponist og pianist.
Earl studerede hos Richard Arnell. Han har komponeret 2 symfonier, orkesterværker, 3 klaverkoncerter, kormusik, cellokoncert, operaer, trompetkoncert og filmmusik etc. 

## Udvalgte værker
- Koral Symfoni "Trompeter fra stejlen" (1987) - for orkester
- Symfoni i C "En kulstof symfoni" - (2019) - for orkester
- Cellokoncert (1994) - for vello og orkester
- 3 Klaverkoncerter (1977-1978), (2006), (2020) - for klaver og orkester
- Trompetkoncert (2005) - for trompet og orkester

## Eksterne kilder og henvisninger
- David Earl Webside Arkiveret 17. maj 2012 hos  Wayback Machine
- på Classical Composers Database Arkiveret 23. juni 2012 hos  Wayback Machine